# 유세포 분석
생명 공학에서 유세포 분석은 레이저를 기초로 한, 전기적 탐지 기술로 유동적으로 흐르는 세포들을 중지하거나 보내는 것을 통하여 세포를 세고 분류하고 생체 지표를 탐지하고 단백질 공학에 이용되는 생물물리학의 기술이다. 이것은 신체적인 다변수분석(Multivariable analysis)과 일초당 수천개의 입자들의 화학적 분석을 동시에 허락한다.
유세포 분석은 대개 건강 장애, 특히 혈액 암의 진단에 이용되지만 임상실험 같은 기본적인 연구에서 많은 적용을 할 수 있다. 일반적인 변화는 흥미로운 집단을 깨끗이하기 위하여 입자들의 특성에 기반하여 분류하는 것이다.

## 역사
임피던스를 기반으로한 첫번째 유세포 분석기는 1953년에 Wallace H. Coulter. Mack Fulwyler에 의하여 특허 등록되었다. Fulwyler은 이것을 1965년에 그의 저서 Science와 함께 발전시켰다. 형광물질을 기초로 한 첫번째 유세포 분석기(ICP 11)은 1968년에 Wolfgang Göhde에 의하여 발달했고 그 해 12월 18일에 특허로 신청되었다. 1969년, 스탠포드 대학 및 캘리포니아 대학 로스앨러모스 과학연구소에서 개발되었으며 독일인 제조업자인 Partec을 통하여 상품화되었다. FCM으로 총칭되는 유세포 분석기의 경우 단일 클론항체 개발과 더불어 1970년대에 많은 발전이 이루어졌다. Herzenberg 등은 FACS와 단일 클론항체를 이용한 세포아집단의 분류를 시도하였으며 특히 T림프구의 기능을 해석하는 FACS를 발표하였다. 이러한 유세포분석기는 여러분야에서 응용되고 있으며, 임상의학 분야에서는 각종 관련 질환을 감별 진단하는 근거로도 이용된다.[[FACS-toestel.JPG|섬네일|left|200px|Front view of a desktop flow cytometer - the Becton-Dickinson Fluorescence activated cell sorter (FACSCalibur)]]
최근의 유세포 분석기들은 수천개의 입자들을 매초 실시간으로 분석할 수 있고 특정한 특징들을 가진 입자들을 활발하게 분리하고 고립시킬 수 있다. 유세포 분석기는 세포의 이미지를 생산하는 것을 제외하고는 현미경과 비슷하며 높은 처리율을 제공한다. 생물학적 조직인 고체를 분석하기 위하여 세포정지는 가장 먼저 준비돼야한다.
유세포 분석기는 5가지 주요 구성물을 가진다.
- 유세포- 액체 흐름, 세포를 운반하고 정렬시켜서 광선을 일렬로 통과하게한다.

- 측정 시스템- 대개 임피던스와 시각적인 시스템들 (램프, 고성능의 냉각 레이져, 저성능 공랭식의 레이져들) 을 측정한다.

- 아날로그-디지털 변환기(ADC) - 빛으로부터의 형광 신호부터 컴퓨터로 진행될 수 있는 전기적 신호뿐만 아니라 FSC와 SSC를 산출한다.

- 증폭 시스템

- 신호 분석을 위한 컴퓨터

유세포 분석기들을 사용하여 얻은 샘플들의 데이터를 수집하는 과정은 'acquisition'이라는 용어로 불린다. Acquisition은 유세포 분석기에 연결된 컴퓨터에 의하여 중재되고 디지털을 조절하는 소프트웨어는 분석기와 인터페이스로 접속한다. 그 소프트웨어는 테스트 될 샘플들의 전압 등의 한도를 조절 가능하고 최초의 샘플 정보를 전시하는 것을 돕는다. 초기의 유세포 분석기들은 일반적으로 실험 장비였지만 기술적 진보들이 임상과 연구 목적에 모두 널리 적용할 수 있도록 가능하게 하였다. 이러한 발전 때문에 분석 소프트웨어나 acquisition에 이용되는 시약 같은 기기 장치에 대한 상당한 시장이 발달하였다.
현대의 기기들은 보통 다수의 레이져와 형광 감지기들을 가지고있다. 현재의 상업적인 기기에 대한 기록은 10개의 레이져와 18개의 형광 탐지기들을 가지고 있는 것이다. 레이져와 탐지기의 숫자의 증가는 다양한 항체 분류를 도와주고 특정 모집단의 신원을 정확히 확인 할 수 있게한다. 특정한 기기들은 심지어 개개의 세포들의 디지털 이미지를 취하고 세포의 내부 또는 표면의 형광신호의 분석을 허락한다.

## 데이터 분석

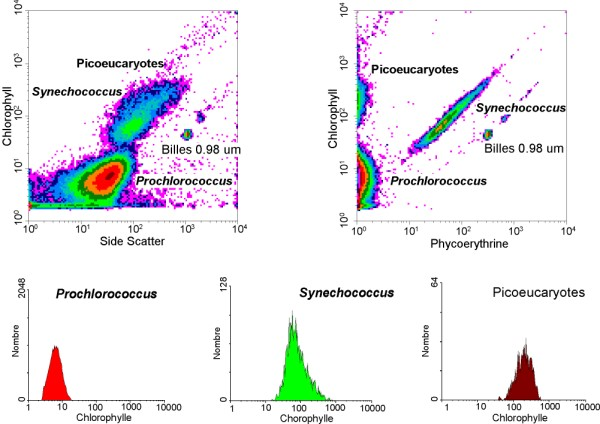
Analysis of a marine sample of photosynthetic picoplankton by flow cytometry showing three different populations (Prochlorococcus, Synechococcus, and picoeukaryotes)

### 게이팅
유세포 분석기에 의해 생성된 데이터는 히스토그램을 만들어서 1차원, 2차원 또는 심지어 3차원으로 좌표를 나타낼 수 있다. 이 지역들은 형광물질에 기초하여 연속적으로 분리될 수 있으며 "gates"라고 불린다. 특정한 게이팅은 특히 혈액학에서의 진단과 임상의 목적으로 존재한다.
그 좌표들은 대개 로그자로 만들어진다. 왜냐하면 다른 형광 염료들의 방출 스펙트럼들은 겹치고, 탐지기의 신호들은 계산적으로 뿐만 아니라 전기적으로 보상되어야한다. 유세포 분석기를 이용하여 축적된 데이터는 소프트웨어를 사용하여 분석될 수 있다. 일단 데이터들이 모아지면, 각각의 컴퓨터에 의하여 분석이 시행된다. 이것은 이러한 기계들의 수요가 많은 거점 시설들에게 특히 필요하다.

### 컴퓨터를 사용한 분석
최근의 컴퓨터 방법을 사용한 자동화된 모집단 신원 확인의 경과는 전통적인 게이팅 전략들에게 대안을 제공한다. 자동화된 신원 확인 시스템들은 잠재적으로 드물고 숨겨진 모집단을 찾는 것을 도울 수 있다. 대표적인 자동화된 방법들은 면역학 데이터베이스의 FLOCK과 분석 포탈 (ImmPort),GenePattern의 FLAME 그리고 Bioconductor의 flowCLUST를 포함한다. 협력하는 노력은 유세포 분석기의 데이터들은 대조하고 평가하는 객관적인 방법을 제공하기 위하여 FlowCAP이라고 불리는 열린 프로젝트를 야기하였고 이러한 방법들의 적적한 사용과 기능의 본보기를 설립하였다.

## Fluorescence-activated cell sorting (FACS)

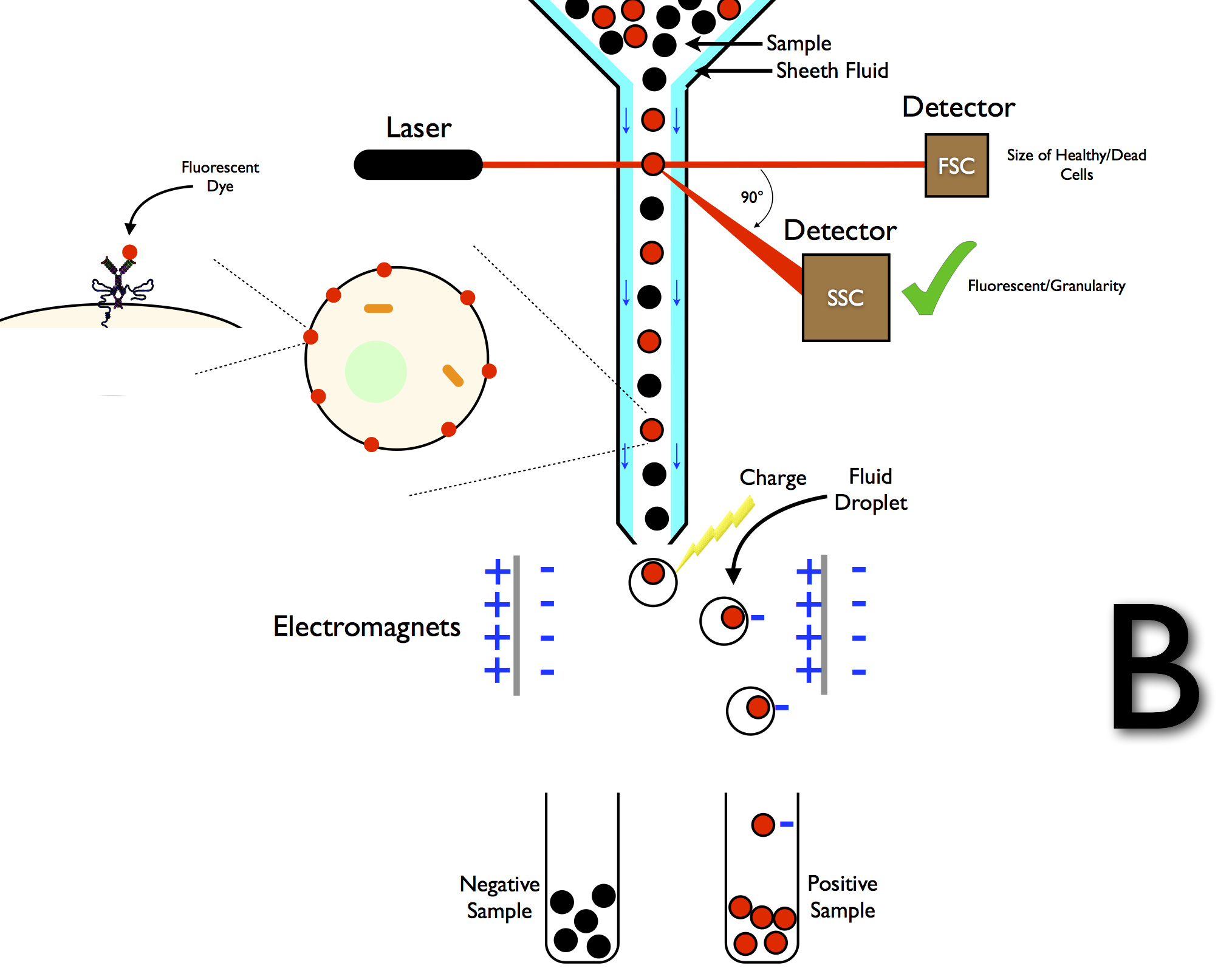
Fluorescence Assisted Cell Sorting (FACS)

FACS는 유세포 분석기의 분화한 타입이다. 이것은 이질적으로 혼합된 세포들을 각각의 특정한 광산란과 형광 특징들에 기반하여 분류하는 방법을 제공한다. 이것은 유용한 과학적인 기구이며 각각의 세포들의 형광 신호에 대한 빠르고 객관적이며 양적인 기록을 제공한다. FACS는 Becton, Dickinson and Company에 소유되어 있으며 상표를 달고있다. 분류 또는 분석을 위하여 이 기술을 사용하는 대부분의 연구자들 사이에서 이 용어는 일반적으로 사용된다. 첫번째 세포 분류기는 Mack Fulwyler에 의하여 1965년에 발명되었다. 그 기술은 FACS라는 용어를 만드는데 책임이 있는 Leonard Herzenberg에 의하여 확장되었다.
세포 부유액은 좁고 빠른 액체 상태의 흐름에 의하여 운반되었다. 세포들 사이에 그들의 직경에 비례하여 커다란 빈공간이 있게 하기 위하여 그 흐름은 배열되었다. 그 진동 메커니즘은 세포들의 흐름을 각각의 물방울 안에 들어가는 것을 유발한다. 이 시스템은 한 물방울당 하나 이상의 세포가 들어가는 것의 가능성을 낮추기 위하여 조정된다. 그 흐름이 물방울들 안에 들어가기 직전에 그 흐름은 각 세포의 형광 특징이 측정되는 형광 측정소를 통과한다. 전기적으로 충전하는 고리는 흐름이 물방울로 침입하는 장소에 있다. 충전된 물방울들은 그들을 컨테이너 안으로 전환하는 정전 편향 시스템을 통하여 떨어진다. 그 충전은 그 흐름에 직접적으로 적용되고 그 분리된 물방울들은 그 흐름과 똑같은 충전량을 보유한다. 그 흐름은 물방울들이 분리된 후에 중립으로 돌아간다.

## 라벨

### 형광 라벨 (Fluorescent Labeling)
형광물질들의 넓은 범위는 유세포 분석기의 라벨로서 사용될 수 있다. 형광물질은 전형적으로 세포의 안 또는 위의 특징을 인지하는 항체에 부착되어있다. 각 형광물질은 들뜬상태와 파장의 방출을 최고로 올리는 특성을 가지고있고 방출 스펙트럼은 자주 겹친다. 결과적으로, 레이져의 파장에 의존하는 라벨들의 조합은 탐지기들을 사용 가능하게 하곤 한다.

### 양자점 (Quantum Dot)
양자점들은 그들의 좁은 방출 최고점 때문에 전통적인 형광단들에 사용된다.

### 아이소톱 라벨링/ 동위 원소 표지법 (Isotope Labeling)
형광 라벨링의 한계를 극복하기 위한 한 접근법으로, 란탄족 동위원소들은 항체들에게 부착된다. 이 방법은 이론상으로 40에서 60개의 구별 가능한 라벨들의 사용을 허락하고 30개의 라벨들에 의해 증명되었다. 세포들은 플라즈마에 의하여 삽입되고, 연관된 도소체들을 확인하기 위하여 그들을 이온화하고 질량분석법을 허락한다. 이 방법이 많은 라벨들의 사용을 허락하지만, 현재 이것은 전통적인 유세포 분석기에 비하여 낮은 처리량을 가진다. 이것은 또한 분석된 세포들을 파괴하며, 그들의 회복을 방해한다.

## Cytometric Bead Array (CBA)
형광성의 항체들을 통하여 각각의 세포들을 확인하는 능력에 더하여, 단백질, 사이토카인 같은 세포질의 생산물들은 측정될 것이다. ELISA 샌드위치 논문처럼, CBA assay들은 다양한 분석 물질들을 구별하기 위하여 크기와 형광물질의 강렬함의 레벨에 의하여 구별된 다양한 비드 모집단들을 사용한다. 획득한 분석 물질들은 바이오티닐된 항체에 의하여 탐지된다. 샘플들의 단백질 농축들은 분석 물질들을 농축한 것의 연속적인 희석에서 발생한 형광 신호들을 대조하는 것에 의하여 획득될 수 있다. CBA는 cytokine bead array로도 불린다.

## 측정 가능 요소
- 백혈병 진단
- 세포의 조직 형태와 부피
- 엽록소 같은 세포 안료
- DNA 총 내용 (세포 주기 분석, 세포 운동 에너지, 세포 증식, 염색체의 배수성 등)
- RNA 총 내용
- DNA의 복제수 변이
- 염색체 분석 및 정렬
- 단백질 발현
- 단백질 변경, 인산화 단백질
- 체내에서 진행되는 유전자 변형 제품
- 항원의 표면
- 세포내 항원
- 항원의 핵
- 효소 활동
- pH
- 막 유동성
- 세포 사멸
- 세포 생존력
- 암세포의 다중약물내성
- 글루타티온 (생체에서 뽑아낸 최초의 결정성 폴리펩티드)
- 세포 부착

## 이용 분야
유세포분석기는 단일클론항체와 형광염색소와 함께 발전했으며, 이를 통해 하나의 세포가 갖는 면역상태를 파악하고 이에 따른 여러 면역질환에 대한 연구분야에 이용된다. 또한 세포 혹은 핵 내의 DNA 양을 분석해 악성종양의 성격을 파악한 후 진단이나 치료의 과정을 설정하고, 경과상태를 살펴보는데 큰 도움을 주고 있다. 그 밖에도 염색체 연구, 망상혈구 측정, 세포내 칼슘 측정, 미생물 검사 등에도 이용되며, 그 적용범위가 더욱 넓어지고 있는 실정이다. 또한 분자 생물학, 면역학, 병리학 등 수많은 분야에서도 적용되고 있으며, 약에서의 넓은 적용을 가능케한다. 해양 생물학에서 자발형광 특성을 가진 플랑크톤은 유세포 분석에 이용된다. 단백질 공학에서 유세포 분석은 효소와 박테리아의 결합에 이용된다.

## 참고 문헌
- Flow Cytometry First Principles by Alice Longobardi Givan. ISBN 0-471-38224-8
- Practical Flow Cytometry by Howard M. Shapiro. ISBN 0-471-41125-6
- Flow Cytometry for Biotechnology by Larry A. Sklar. ISBN 0-19-515234-4
- Handbook of Flow Cytometry Methods by J. Paul Robinson, et al. ISBN 0-471-59634-5
- 《Current Protocols in Cytometry》. Wiley-Liss Pub. ISSN 1934-9297.
- Flow Cytometry in Clinical Diagnosis, v4, (Carey, McCoy, and Keren, eds), ASCP Press, 2007. ISBN 0-89189-548-5
- Ormerod, M.G. (ed.) (2000) Flow Cytometry — A practical approach. 3rd edition. Oxford University Press, Oxford, UK. ISBN 0-19-963824-1
- Ormerod, M.G. (1999) Flow Cytometry. 2nd edition. BIOS Scientific Publishers, Oxford. ISBN 1-85996-107-X
- Flow Cytometry — A basic introduction. Michael G. Ormerod, 2008. ISBN 978-0-9559812-0-3